# Anna Wintour
Dame Anna Wintour, CH DBE (Hampstead, 3 novembre 1949), è una giornalista e editrice britannica con cittadinanza statunitense, dal 1988 al 2025 è stata direttrice del mensile Vogue America, considerata la più autorevole rivista di moda al mondo.

## Biografia
Anna Wintour è nata a Hampstead dal londinese Charles Wintour (1917–1999), direttore dell'Evening Standard, e dalla statunitense Eleanor "Nonie" Trego Baker (1917–1995), figlia di un professore della Harvard Law School. I suoi genitori si sposarono nel 1940 e divorziarono nel 1979. Wintour prende il nome dalla nonna materna, Anna Baker (nata Gilkyson), figlia di un commerciante della Pennsylvania. Nel 1979, dopo il divorzio, suo padre Charles si risposò con Audrey Slaughter, editrice che ha fondato pubblicazioni come Honey e Petticoat.
Wintour fa parte di una famiglia di landed gentry (proprietari terrieri). Attraverso la nonna paterna, Wintour è bis-bis-bisnipote della scrittrice del tardo XVIII secolo Lady Elizabeth Foster (in seguito duchessa del Devonshire) e del suo primo marito, il politico irlandese John Thomas Foster. Il suo bis-bis-bis-bisnonno era Frederick Hervey, IV conte di Bristol, che servì come vescovo anglicano di Derry. Sir Augustus Vere Foster, IV baronetto, l'ultimo con quel nome, era suo prozio.
Wintour è la seconda di cinque fratelli. Suo fratello maggiore, Gerald, morì da bambino in un incidente stradale. Il fratello minore Patrick lavora come giornalista e redattore diplomatico per il The Guardian, l'altro fratello minore James lavora nel governo locale di Londra, mentre la sorella minore Nora lavora per organizzazioni non governative internazionali.

Nella sua giovinezza, Wintour ha studiato all'indipendente North London Collegiate School, dove si è spesso ribellata al codice di abbigliamento accorciando gli orli delle sue gonne, e dalla quale venne espulsa prima del diploma. All'età di 14 anni ha iniziato a portare i capelli a caschetto–paggetto, acconciatura che la caratterizzerà da allora in poi. Ha sviluppato un interesse per la moda come spettatrice abituale del programma Ready Steady Go! condotto da Cathy McGowan e dai numeri di Seventeen che la nonna le spediva dagli Stati Uniti. Wintour, nel documentario del 2009 The September Issue (incentrato sulla preparazione del numero di settembre 2007 di Vogue), ha ricordato: 
(Anna Wintour)
 Suo padre Charles la consultava regolarmente per capire come avvicinare il suo quotidiano al pubblico più giovane.

## Carriera
Già da adolescente, a 15 anni, Anna inizia a lavorare in una boutique iniziando degli studi di moda, studi che abbandona a breve per scrivere nella rivista Oz. 
Negli anni Sessanta della Swinging London è ispirata da figure femminili rivoluzionarie come la stilista Mary Quant, mentre già a partire dagli anni Settanta avvia la costruzione della sua carriera e si fa notare per scelte di stile stravaganti e ricercate. 
All'inizio della sua carriera viene assunta per scrivere di moda e abbigliamento da Harper's and Queen a Londra, per poi trasferirsi a New York e lavorare come assistente editoriale e redattrice di moda per riviste come Harper's Bazaar e Viva. Wintour è molto ambiziosa, determinata verso il successo e con una visione ben precisa. Tuttavia le sue scelte editoriali non sempre vengono apprezzate dai suoi superiori e colleghi.
Nel 1985 ritorna a Londra dove le viene affidato il primo incarico da caporedattrice per la rivista British Vogue. Viene ricordata per aver cambiato completamente la redazione editoriale e per il controllo assoluto esercitato come direttrice, licenzia la maggior parte dello staff per assumere nuove menti e favorire così il cambiamento, per questo motivo viene soprannominata Nuclear Wintour. Questo approccio per innovare è il suo marchio di fabbrica e si rivelerà una ricetta vincente. Due anni più tardi torna a New York e dirige il magazine di interior design House & Garden. Wintour cambia completamente l'identità che la pubblicazione aveva fino ad allora: fa un ampio utilizzo di celebrità nei servizi e questo crea disappunto tra alcuni estimatori della rivista che vedono un'impronta artistica alla Vanity Fair e meno attenzione verso l'interior design.
La svolta arriva nel 1988 quando prende il posto di Grace Mirabella alla direzione di Vogue America. In quel periodo la rivista soffriva la competizione con Elle America e Wintour viene designata come figura chiave per rivoluzionare l'estetica e le vendite di Vogue. Il primo numero realizzato sotto la sua direzione è quello di novembre 1988. 
Al posto dei consueti scatti di copertina con il solo volto di una modella in primo piano Wintour, con l'aiuto di Carlyne Cerf de Dudzeele (nuova direttrice di moda), propone una ragazza bionda, sorridente, a figura intera e con poco trucco immortalata nelle strade di New York. La ragazza, Michaela Bercu, indossa dei semplici jeans accostati ad una preziosa maglia gioiello di Christian Lacroix Haute Couture. Una scelta vincente e moderna, che apre le porte ad un modo di intendere la moda e lo stile con approccio meno elitario. Una sua strategia sarà quella di continuare a mischiare moda di altissimo livello con moda media, come i jeans della foto, che sono stati scelti all'ultimo momento perché la modella era ingrassata e non le andava più bene la gonna che avrebbe dovuto indossare.
Nel corso degli anni Wintour porta Vogue America ad un grande successo commerciale, grazie anche al larghissimo impiego di celebrità in copertina. Tra i maggiori fotografi che si alternano nella realizzazione degli editoriali vi sono Mario Testino, Steven Meisel, Annie Leibovitz e Patrick Demarchelier solo per citarne alcuni.
Sebbene l'autrice lo neghi, le vicende del romanzo Il diavolo veste Prada del 2003, scritto da una sua ex-assistente, Lauren Weisberger e dell'omonimo film, sono ispirate a lei. Nel film l'attrice che interpreta la sua parte è la tre volte Premio Oscar Meryl Streep. A lei è anche chiaramente ispirato il look del personaggio di Fey Sommers nella serie Ugly Betty. Sembra che Johnny Depp si sia ispirato a lei e a Marilyn Manson per il look del suo personaggio Willy Wonka nel film-remake La fabbrica di cioccolato. In particolare alla Wintour ha rubato la sua iconica pettinatura a caschetto.
È nota la tendenza della Wintour a privilegiare gli stilisti britannici e americani (gli unici italiani inclusi nella sua lista dei magnifici sette del mondo della moda sono Miuccia Prada e Stefano Pilati), ma come ha dichiarato anche Franca Sozzani (ex direttrice di Vogue Italia), «ogni direttore di Vogue privilegia giustamente gli stilisti del proprio Paese». La Wintour infatti ha numerosi protetti, anche tra gli stilisti, tra i quali John Galliano, che senza il suo aiuto non avrebbe lavorato da Christian Dior. Inoltre ha persuaso Donald Trump a lasciare una sala disponibile per una presentazione a Marc Jacobs quando questi era a corto di fondi. Non si può parlare di protetti senza citare Plum Sykes, un'assistente di Vogue che è diventata una scrittrice di fama, contesa dall'élite modaiola di New York.
La direttrice editoriale di Vogue America è la protagonista del documentario presentato e premiato al Sundance Film Festival. Distribuito negli Stati Uniti l'11 settembre 2009, il documento si chiama, non a caso, The September Issue, cioè «Il numero di settembre», considerato il numero più importante dell'anno, che impiega circa otto mesi di lavoro alla rivista. Il documentario è girato dal regista R. J. Cutler, che ha avuto accesso alla sede centrale della rivista in Times Square, New York, e che ha rivelato che quello che si vede ne Il diavolo veste Prada è reale. Anche Frida Giannini, quando era alla guida della maison Gucci, nel corso di un'intervista rilasciata a Serena Dandini per il talk show Parla con me ha confermato quanto sia glaciale, impenetrabile e potente la figura della Wintour, ribadendo inoltre che tutto quello che si vede nel film Il diavolo veste Prada è autentico.
Wintour, per contratto dalla Condé Nast (la casa editrice che gestisce Vogue e molte altre importanti riviste), ha uno stipendio annuo che supera i due milioni di dollari, un autista personale e un budget annuale di 200 000 dollari riservato alle spese per l'abbigliamento. Nel 2013, oltre a mantenere la leadership del magazine Vogue, viene promossa direttore artistico dell'intero gruppo Condé Nast su volontà dell'amministratore delegato Chuck Townsend.
Attualmente la crew di Vogue e delle altre testate del gruppo Condé Nast si sono trasferite dalla storica sede di Times Square al nuovo One World Trade Center, costruito nel luogo in cui si è verificato l'attentato dell'11 settembre 2001 alle Torri Gemelle di New York. Nel 2018 Condé Nast ha ufficialmente dichiarato che Anna Wintour sarà promossa direttrice a vita della rivista Vogue.

## Vita privata

### Famiglia
Il 7 settembre 1984, Anna Wintour ha sposato lo psichiatra infantile David Shaffer, dal quale ha divorziato nel 1999. Da questa unione sono nati due figli: Charles (Charlie) nato nel 1985, e Katherine (detta Bee) nata il 31 luglio 1987. Charles si è sposato con Elizabeth Cordry il 7 luglio 2014 a Mastic Beach, nel Long Island. Esattamente quattro anni dopo, il 7 luglio 2018, e sempre a Long Island, Bee si è sposata con il fotografo e regista italiano Francesco Carrozzini, figlio di Franca Sozzani (direttrice di Vogue Italia, scomparsa due anni prima); la cerimonia è stata ripetuta il 19 luglio seguente a Portofino.
Wintour si è sposata una seconda volta nel 2004 con l'investitore Shelby Bryan (ai tempi del divorzio con Shaffer, i giornali scrissero che ciò era causato da una relazione tra Wintour e Bryan), ma anche questa relazione termina, nel 2020.
Il 28 marzo 2017 Wintour diventa nonna per la prima volta con la nascita di Caroline, primogenita di Charles ed Elizabeth, mentre il 3 febbraio 2019 nasce Ella Rose, sorella minore di Caroline.
Il 25 ottobre 2021 diventa nonna per la terza volta di Oliver, primo figlio di Bee e del marito Francesco.

### Abitudini
A partire dal 2016, Wintour ha vissuto nel Greenwich Village. Afferma di svegliarsi prima delle 6, giocare a tennis (una sua grande passione, tanto che la si vede spesso in tribuna durante le partite dei tornei più importanti, è ammiratrice della statunitense Serena Williams e grande fan e amica dello svizzero Roger Federer), acconciarsi i capelli e truccarsi, infine raggiungere gli uffici di Vogue due ore più tardi. Arriva sempre alle sfilate molto prima del loro inizio programmato. 
(Anna Wintour)

Spegne spesso il cellulare per consumare il pranzo (di solito una bistecca o un hamburger senza pane) indisturbata. I pasti ad alto contenuto proteico sono una sua abitudine da molto tempo. 
(Un'ex collega di Wintour della rivista Harper's & Queen)
Secondo la serie di documentari della BBC intitolata Boss Woman, Anna Wintour raramente si trattiene alle feste per più di 20 minuti, e va a letto ogni sera entro le 22:15.

### Preferenze stilistiche

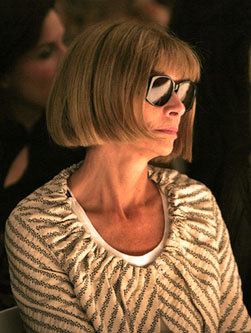
Anna Wintour mentre indossa un paio di occhiali da sole alla settimana della moda di New York nel 2005.

A causa della sua posizione, il guardaroba di Wintour è spesso attentamente esaminato e imitato. All'inizio della sua carriera, ha mescolato magliette e canottiere alla moda con jeans firmati. Quando iniziò a lavorare a Vogue come direttore creativo, passò ai completi Chanel con minigonne, che continuò ad indossare durante entrambe le gravidanze aprendo leggermente le gonne dietro e tenendo la giacca addosso per coprirsi. Wintour è stata elencata come una delle «cinquanta persone meglio vestite sopra i 50 anni» da The Guardian nel marzo 2013.
Secondo il biografo Jerry Oppenheimer, i suoi onnipresenti occhiali da sole neri (indossati anche al chiuso) sono in realtà lenti correttive, poiché soffrirebbe di un deterioramento della vista come suo padre Charles; una sua ex collega ha dichiarato di aver provato i suoi occhiali modello Ray-Ban Wayfarer in sua assenza e di aver avuto le vertigini. Wintour ha spiegato a Morley Safer, corrispondente di 60 Minutes, che gli occhiali sono una sorta di «armatura» e che le permettono di mantenere private le sue reazioni durante una sfilata. Ha altresì dichiarato: «mi aiutano quando sono un po' stanca o assonnata» e «sono incredibilmente utili perché ti permettono di nascondere cosa stai pensando».
È nota per portare sempre lo stesso taglio di capelli, un caschetto–paggetto. Molto conosciuta è anche la sua passione per i sandali Manolo Blahnik, specialmente per i nude, dello stesso tono della sua pelle, creati dallo stilista apposta per lei nel 1994, e per gli stivali alti pitonati. Ha dichiarato che non si vestirebbe mai, da capo a piedi, solo di nero. Molto di rado porta con sé una borsa.

### Beneficenza
Wintour è anche coinvolta con enti di beneficenza. È amministratore fiduciario del Metropolitan Museum of Art di New York, dove ha organizzato eventi benefici che hanno raccolto 50 milioni di dollari per il Costume Center (a lei è dedicato, che ne raccoglie la collezione di moda e che nel 2014 è stato inaugurato da Michelle Obama, che ha tenuto un discorso di elogio e stima sui meriti artistici, culturali e filantropici dimostrati da Wintour nel corso della sua carriera) del museo. Presso quest'ultimo si svolge l'annuale Met Gala (chiamato anche Met Ball), una serata che cade ogni primo lunedì di maggio e che è stata paragonata agli «Oscar della moda», alla quale partecipano varie celebrità che sono invitate a vestirsi secondo un tema scelto da Wintour.
Wintour ha fondato il CFDA/Vogue Fund per incoraggiare, sostenere e fare da mentore a stilisti sconosciuti. Ha anche raccolto oltre 10 milioni di dollari per enti di beneficenza contro l'AIDS dal 1990, organizzando vari eventi benefici di alto profilo.

### Opinioni politiche
Wintour è una sostenitrice del Partito Democratico. Ha accompagnato la corsa al Senato di Hillary Clinton nel 2000, quella di John Kerry nel 2004, quella di Barack Obama nel 2008 e 2012, nuovamente quella di Clinton nel 2016 (alla quale si dice che diede anche dei consigli su come vestirsi nei momenti più cruciali della campagna elettorale), e quella di Joe Biden nel 2020.

## Il diavolo veste Prada

### Romanzo
Lauren Weisberger, un'ex assistente di Wintour che lasciò Vogue per la rivista Departures insieme a Richard Story, scrisse Il diavolo veste Prada dopo che un consulente, consigliato da Story, le suggerì di scrivere delle proprie esperienze lavorative. La Wintour stessa disse al quotidiano The New York Times: «Ho sempre amato la fiction. Non ho comunque deciso se lo leggerò o meno». Quando alla Weisberger venne chiesto se l'ambientazione e il personaggio di Miranda Priestly fossero ispirati a Vogue e a Wintour, l'autrice rispose di non essersi basata solo sulle sue esperienze, ma anche su quelle di amici e conoscenti.
Kate Betts, che era stata licenziata da Harper's dopo due anni durante i quali lo staff aveva detto che si era sforzata troppo di emulare Wintour, lo recensì duramente per il The New York Times Book Review: 
(Kate Betts)
Nonostante i difetti, Priestly ha alcune qualità positive: Andrea Sachs, la protagonista del romanzo, nota che prende da sola tutte le decisioni editoriali chiave della rivista Runway, e che è dotata di classe e di un genuino senso dello stile.

### Film
L'adattamento cinematografico del romanzo, anch'esso intitolato Il diavolo veste Prada, diretto da David Frankel e scritto da Aline Brosh McKenna, non è stata l'unica opera audiovisiva ad avere un personaggio che ha preso in prestito alcuni aspetti di Wintour. Ad esempio: sono state notate delle similitudini con il personaggio di Edna Mode nel film d'animazione Gli Incredibili - Una normale famiglia di supereroi; Willy Wonka, protagonista de La fabbrica di cioccolato, ne riprende l'acconciatura e una parziale somiglianza caratteriale; anche il personaggio di Fey Sommers nella serie televisiva Ugly Betty è stato paragonato a Wintour.
Durante la produzione del film, Wintour fu accusata di aver intimato ai maggiori stilisti americani e internazionali di non prendere parte al film, altrimenti lei si sarebbe rifiutata di promuoverli in copertina o con servizi dedicati. Wintour negò e, in seguito, un suo portavoce affermò che «Anna presta attenzione a tutto ciò che promuove e si concentra sulla moda, di qualsiasi natura sia tale promozione». Comunque, benché nel film ne siano citati parecchi, tra gli stilisti solo Valentino Garavani vi ha preso parte interpretando se stesso.

Il film, distribuito negli Stati Uniti il 30 giugno 2006, ottenne grande successo commerciale. Wintour partecipò alla prima indossando un abito Prada e dichiarando ad ABC News di aver apprezzato il film, aggiungendo: 
(Anna Wintour)
 Quell'opinione sul film non l'ha tuttavia portata a «perdonare» Weisberger; quando è stato riferito che l'editore di Weisberger le ha detto di cominciare il suo terzo romanzo, il portavoce di Wintour le ha suggerito «dovrebbe trovare un lavoro come assistente di qualcun altro».
Meryl Streep interpreta una Miranda Priestly abbastanza diversa da quella del libro, e ha ricevuto gli elogi della critica come personaggio completamente originale e che suscita simpatia. Secondo quanto riferito, dopo aver visto il film la Wintour avrebbe deciso di ridecorare il suo ufficio perché quello presentato nella pellicola era quasi una replica esatta del suo.

Secondo Oppenheimer, Il diavolo veste Prada potrebbe aver fatto un favore a Wintour aumentando la riconoscibilità del suo nome. 
(Jerry Oppenheimer)
Quando il documentario The September Issue è stato distribuito tre anni dopo, nel 2009, i critici lo confrontarono con questo film. Paul Schrodt e Ed Gonzalez di Slant Magazine dissero che «Nell'ultimo anno o giù di lì, è stata sul sentiero di guerra dei media per riconquistare la sua immagine». Molti hanno considerato la domanda su quanto Anna Wintour fosse simile alla Miranda Priestly interpretata da Meryl Streep, e hanno elogiato il film per aver mostrato la persona reale. Manohla Dargis di The New York Times disse che Priestly ha aiutato a umanizzare Wintour, e che «Il documentario continua questo processo». Mary Pols concordò affermando che «Il film offre spunti che lo elevano al di là di una versione realista de Il diavolo veste Prada».

## Controversie
- Il suo braccio destro André Leon Talley ha dichiarato che la Wintour non sopporta le persone sovrappeso e che ha concesso la copertina di Vogue alla celebre presentatrice americana Oprah Winfrey solo a condizione che perdesse almeno venti chili. La giornalista Grace Coddington durante uno speciale dedicato alla Wintour nella trasmissione americana 60 Minutes with... ha ammesso che i canoni estetici della sua direttrice nel selezionare modelle e celebrità da fotografare su Vogue sono a dir poco estremi. A chi la accusa di scegliere modelle eccessivamente magre e di promuovere l'anoressia nervosa, la Wintour risponde che in America è l'obesità ad essere una piaga sociale e non l'anoressia e che invece di soffermarsi troppo su quest'ultima bisognerebbe promuovere interventi contro i disturbi da sovra-alimentazione e a favore dello sport.
- La Wintour è una grande appassionata di pellicce, di cui si fa spesso rifornire dalle maison Chanel e Fendi. Per questo motivo spesso è stata presa di mira da gruppi di animalisti che all'uscita dalle sfilate le hanno lanciato addosso vernice e uova.
- Nel 2002, durante un'intervista con Charlie Rose riguardo Yves Saint Laurent, la Wintour ha raccontato che i suoi rapporti con lo stilista francese sono stati complicati. Yves Saint Laurent negli anni novanta ha avuto un minore supporto dalla stampa specializzata rispetto al passato e si è sentito escluso dalla scena. È arrivato a bandire Anna Wintour dalla prima fila durante le sfilate parigine per diverse stagioni (su ammissione della stessa Wintour).
- In molti, compresi stilisti come Roberto Cavalli e Krizia, l'hanno accusata di privilegiare la moda americana danneggiando quella italiana. Infatti ad ogni settimana della moda in Italia la Wintour pretende, e talvolta ottiene, che i giorni di sfilate a Milano vengano ridotti da sette a cinque e talvolta tre per non dover rimanere troppo a lungo nel capoluogo lombardo.[69]